# 美濃部直彦
美濃部 直彦（みのべ なおひこ、1965年7月12日 - ）は、滋賀県守山市幸津川町出身の元サッカー選手、サッカー指導者。

## 来歴

### 選手時代
選手時代はDF（主に右サイドバック）としてプレー。
中洲小学校、守山北中学校を経て守山高校に進み、1982年度の第60回全国高等学校サッカー選手権大会では滋賀県勢として初となる準決勝進出に貢献した
。高校では1学年上に望月聡、2学年下に井原正巳がいた。
高校を卒業した1984年より松下電器産業サッカー部（1992年からガンバ大阪）に加入、1985年の日本サッカーリーグ1部昇格、1990年度天皇杯の優勝に貢献。Jリーグ初年度となった1993年シーズン終了後、チームの大幅な中堅選手の多量解雇により退団。美濃部のもとには名古屋グランパスエイトとJFL（旧JFL）の京都パープルサンガ（現：京都サンガF.C.）からオファーが届いたが、引退後に育成スタッフ入りするという条件をのみ、京都への移籍を決めた。京都では初代主将を務め、1995年に現役を引退した。

### 指導者時代
引退後は京都のスタッフ入りし、1996年から1997年までJrユースコーチ、1998年から2003年までユース監督、2003年に普及育成副部長など、8年間にわたって育成部門に携わった。ユース監督時代の2000年に日本クラブユース選手権に準優勝、2001年にJユースカップに優勝した。また、2003年にJFA 公認S級コーチのライセンスを取得した。
2004年から2006年まで西村昭宏と柱谷幸一のもとでトップチームのヘッドコーチを務める。2006年10月3日、成績不振による柱谷の監督解任および美濃部の監督昇格がクラブより発表された。9試合で1勝もできずJ2降格が決まったが、美濃部は翌2007年も引き続き指揮を執ることになった。2007年のJ2リーグでは、7月以降、自動昇格圏内の2位を維持し続けていたが、暫定4位へと順位を下げると、第45節の試合前日である10月13日に美濃部の解任が発表された（後任は総監督であった加藤久）。
2008年より徳島ヴォルティスの監督に就任、同年はJ2最下位に終わる。2009年は18チーム中9位、2010年は19チーム中8位と2年連続で前年順位を上回る成績を収めた。2011年は最終節まで昇格の可能性を残したが、札幌に勝ち点3差で及ばず、4位の成績。シーズン終了後に監督を退任。
2012年は佐川印刷SCのテクニカルアドバイザー および京都産業大学サッカー部のヘッドコーチを務めたほか、サッカースクール「MINOBE FOOTBALL ACADEMY」を立ち上げた。
2013年よりAC長野パルセイロの監督に就任。JFL新記録となる24戦無敗を達成し、チームを初優勝に導いた。なお、同年のJFL最優秀監督賞を受賞した。天皇杯ではJ1の名古屋などに勝利して4回戦（ベスト16）に進出した。J3リーグ発足1年目の2014年はリーグ2位となり、J2・J3入れ替え戦へと進出したが、カマタマーレ讃岐に敗れてJ2昇格は叶わなかった。2015年8月、体調不良により長野の監督を辞任。辞任時点での順位は入れ替え戦圏内まで勝点差3の3位だった。
同年12月24日にギラヴァンツ北九州のコーチに就任することが発表されたが、2016年シーズンに北九州のJ3への降格をうけて、2016年シーズンの契約をもって退団。
2017年より長野パのゼネラルマネージャーに就任。2018年シーズン終了をもって退任した。
2021年1月12日、ポルベニル飛鳥の監督に就任することが発表された。

## 人物
鼻の下のヒゲがトレードマーク。1993年に怪我した際のリハビリ中から伸ばしはじめ、復帰した後に怪我をしなかったことから続けている。また、京都時代には京都のスポンサーである任天堂のゲームキャラクターから『ルイージ』という愛称もあった。

## 所属クラブ
- 1981年 - 1983年 滋賀県立守山高等学校[2]
- 1984年 - 1993年  松下電器 / ガンバ大阪[1]
- 1994年 - 1995年  京都パープルサンガ[1]

## 個人成績
| 国内大会個人成績 | 国内大会個人成績 | 国内大会個人成績 | 国内大会個人成績 | 国内大会個人成績             | 国内大会個人成績          | 国内大会個人成績  | 国内大会個人成績  | 国内大会個人成績 | 国内大会個人成績 | 国内大会個人成績 | 国内大会個人成績 |
| 年度             | クラブ           | 背番号           | リーグ           | リーグ戦                     | リーグ戦                  | リーグ杯          | リーグ杯          | オープン杯       | オープン杯       | 期間通算         | 期間通算         |
| 年度             | クラブ           | 背番号           | リーグ           | 出場                         | 得点                      | 出場              | 得点              | 出場             | 得点             | 出場             | 得点             |
| 日本             | 日本             | 日本             | 日本             | リーグ戦                     | リーグ戦                  | JSL杯/ナビスコ杯  | JSL杯/ナビスコ杯  | 天皇杯           | 天皇杯           | 期間通算         | 期間通算         |
| ---------------- | ---------------- | ---------------- | ---------------- | ---------------------------- | ------------------------- | ----------------- | ----------------- | ---------------- | ---------------- | ---------------- | ---------------- |
| 1984             | 松下             |                  | JSL2部           |                              |                           |                   |                   |                  |                  |                  |                  |
| 1985             | 松下             |                  | JSL2部           |                              |                           |                   |                   |                  |                  |                  |                  |
| 1986-87          | 松下             | 5                | JSL1部           | 18                           | 0                         |                   |                   |                  |                  |                  |                  |
| 1987             | 松下             | 5                | JSL2部           |                              |                           |                   |                   |                  |                  |                  |                  |
| 1988-89          | 松下             | 5                | JSL1部           | 3                            | 0                         | 1                 | 0                 |                  |                  |                  |                  |
| 1989-90          | 松下             | 5                | JSL1部           | 7                            | 0                         | 0                 | 0                 |                  |                  |                  |                  |
| 1990-91          | 松下             | 5                | JSL1部           | 21                           | 1                         | 0                 | 0                 |                  |                  |                  |                  |
| 1991-92          | 松下             | 6                | JSL1部           | 18                           | 1                         | 3                 | 0                 |                  |                  |                  |                  |
| 1992             | G大阪            | -                | J                | -                            | -                         | 2                 | 1                 | 1                | 1                | 3                | 2                |
| 1993             | G大阪            | -                | J                | 13                           | 2                         | 4                 | 0                 | 0                | 0                | 17               | 2                |
| 1994             | 京都             | 2                | 旧JFL            | 29                           | 0                         | -                 | -                 | 3                | 0                | 32               | 0                |
| 1995             | 京都             | 2                | 旧JFL            | 13                           | 0                         | -                 | -                 | 0                | 0                | 13               | 0                |
| 通算             | 日本             | 日本             | J                | 13                           | 2                         | 6                 | 1                 | 1                | 1                | 20               | 4                |
| 通算             | 日本             | 日本             | JSL1部           | 67                           | 2\|\|\|\|\|\|\|\|\|\|\|\| |                   |                   |                  |                  |                  |                  |
| 通算             | 日本             | 日本             | JSL2部           | \|\|\|\|\|\|\|\|\|\|\|\|\|\| |                           |                   |                   |                  |                  |                  |                  |
| 通算             | 日本             | 日本             | 旧JFL            | 42                           | 0                         | -\|\|\|\|\|\|\|\| | -\|\|\|\|\|\|\|\| |                  |                  |                  |                  |
| 総通算           | 総通算           | 総通算           | 総通算           | \|\|\|\|\|\|\|\|\|\|\|\|\|\| |                           |                   |                   |                  |                  |                  |                  |

その他の公式戦
- 1990年
  - コニカカップ 6試合1得点
- 1991年
  - コニカカップ 4試合0得点

## 指導歴
- 1996年 - 2007年10月  京都パープルサンガ / 京都サンガF.C.
  - 1996年 - 1997年：ジュニアユース コーチ[1]
  - 1998年：サテライト コーチ
  - 1998年 - 2003年：ユース 監督[1]
  - 2003年：普及育成副部長
  - 2004年 - 2006年10月：ヘッドコーチ
  - 2006年10月 - 2007年10月：監督[2]
- 2008年 - 2011年  徳島ヴォルティス：監督[1][2]
- 2012年  佐川印刷SC：テクニカルアドバイザー[1]
- 2012年  京都産業大学サッカー部：ヘッドコーチ[1]
- 2013年 - 2015年8月  AC長野パルセイロ：監督[1]
- 2016年  ギラヴァンツ北九州：コーチ
- 2016年12月- 2018年  AC長野パルセイロ：ゼネラルマネージャー
- 2021年 -  ポルベニル飛鳥/飛鳥FC：監督

## 監督成績
| 年度 | クラブ | 所属    | リーグ戦 | リーグ戦 | リーグ戦 | リーグ戦 | リーグ戦 | リーグ戦 | カップ戦   | カップ戦 |
| 年度 | クラブ | 所属    | 順位     | 勝点     | 試合     | 勝       | 分       | 敗       | ナビスコ杯 | 天皇杯   |
| ---- | ------ | ------- | -------- | -------- | -------- | -------- | -------- | -------- | ---------- | -------- |
| 2006 | 京都   | J1      | 18位     | 4        | 9        | 0        | 4        | 5        | -          | 4回戦    |
| 2007 | 京都   | J2      | 3位      | 71       | 40       | 20       | 11       | 9        | -          | -        |
| 2008 | 徳島   | J2      | 15位     | 29       | 42       | 7        | 8        | 27       | -          | 3回戦    |
| 2009 | 徳島   | J2      | 9位      | 72       | 51       | 19       | 15       | 17       | -          | 2回戦    |
| 2010 | 徳島   | J2      | 8位      | 51       | 36       | 15       | 6        | 15       | -          | 3回戦    |
| 2011 | 徳島   | J2      | 4位      | 65       | 38       | 19       | 8        | 11       | -          | 2回戦    |
| 2013 | 長野   | JFL     | 優勝     | 72       | 34       | 21       | 9        | 4        | -          | 4回戦    |
| 2014 | 長野   | J3      | 2位      | 69       | 33       | 20       | 9        | 4        | -          | 2回戦    |
| 2015 | 長野   | J3      | 3位      | 70       | 36       | 21       | 7        | 8        | -          | 2回戦    |
| 2021 | 飛鳥   | 関西1部 | 3位      | 27       | 14       | 8        | 3        | 3        | -          | 1回戦    |
| 2022 | 飛鳥FC | 関西1部 | 2位      | 27       | 14       | 9        | 0        | 5        | -          | 1回戦    |
| 2023 | 飛鳥FC | 関西1部 | 5位      | 16       | 14       | 5        | 1        | 8        | -          | 1回戦    |
| 2024 | 飛鳥FC | 関西1部 | 優勝     | 28       | 14       | 8        | 4        | 2        | -          | 1回戦    |
| 2025 | 飛鳥FC | JFL     | 位       |          | 30       |          |          |          |            |          |
| 通算 | 日本   | J1      | -        | -        | 9        | 0        | 4        | 5        |            |          |
| 通算 | 日本   | J2      | -        | -        | 207      | 80       | 48       | 79       |            |          |
| 通算 | 日本   | J3      | -        | -        | 69       | 41       | 16       | 12       |            |          |
| 通算 | 日本   | JFL     | -        | -        | 34       | 21       | 9        | 4        |            |          |
| 通算 | 日本   | 関西1部 | -        | -        | 56       | 30       | 8        | 18       |            |          |

- 2006年は第26節より就任 (順位は最終順位)
- 2007年は第44節で解任 (順位は解任時順位)
- 2015年は第24節で辞任

## タイトル

### 選手時代

#### クラブ
松下電器
- JSL2部：1回（1985年）
- 天皇杯：1回（1990年）

### 監督時代
AC長野パルセイロ
- 日本フットボールリーグ：1回（2013年）
- 長野県サッカー選手権大会：1回（2013年）

ポルベニル飛鳥 / 飛鳥FC
- 奈良県サッカー選手権大会：1回（2021年）
- 関西サッカーリーグ:1回 (2024年)
- 全国地域サッカーチャンピオンズリーグ: 1回 (2024年)

## 表彰
- 2013年 - 日本フットボールリーグ最優秀監督賞